# دنيس رولاند (مدير فني)
دنيس رولاند (بالإنجليزية: Dennis Roland)‏ هو مدير فني أمريكي، ولد في 19 مايو 1956، وتوفي في 2008 بسبب لمفوما.